# Pisarzowa Wola
Pisarzowa Wola (ukr. Писарева Воля) – wieś na Ukrainie na terenie rejonu włodzimierskiego w obwodzie wołyńskim, liczy 21 mieszkańców.